# Yuichi Nishimura
Yuichi Nishimura (Japó, 17 d'abril del 1972), és un àrbitre de futbol japonès. Nishimura és àrbitre internacional FIFA des de 2004. Fins ara ha dirigit partits en esdeveniments com el Campionat del Món de sub-17 de 2007. El febrer del 2010 va ser assignat per arbitrar al Mundial 2010. Va ser l'àrbitre principal en l'enfrontament entre les seleccions de l'Uruguai i França de classificació del Grup A, en aquest partit va expulsar el jugador uruguaià Lodeiro.
El març de 2013, la FIFA el va incloure en la llista de 52 àrbitres candidats per la Copa del Món de Futbol de 2014 al Brasil. El gener de 2014, la FIFA el va incloure a la llista definitiva d'àrbitres pel mundial.
Nishimura va ser l'àrbitre triat per la FIFA per arbitrar el partit inaugural del Mundial de futbol 2014 entre les seleccions del Brasil i Croàcia, que finalment acabà en victòria dels brasilers per 3 a 1, amb polèmica, ja que Nishimura va xiular un penal dubtós favorable al Brasil.